# Thale Rushfeldt Deila
Thale Rushfeldt Deila, född 15 januari 2000  i Skien, är en norsk handbollsspelare (vänsternia). Hon spelar sedan 2021 för Molde HK.

## Klubbkarriär
Rushfeldt Deila spelade först ungdomsfotboll för Sparta/Bragerøen och Stoppen och handboll för Reistad. Hon lärde sig spela handboll i klubben Reistad IL, där hennes tvillingsyster Live Rushfeldt Deila också spelade. Hon flyttade sedan till elitklubben Glassverket IF.  Där debuterade hon som niometersspelare i förstadivisionen den 8 februari 2017 mot Gjerpen IF.
Efter säsongen 2017–2018, under vilken Deila gjorde totalt 96 mål för Glassverket, flyttade hon till Fredrikstad BK. Hon spelade tre säsonger för Fredrikstad BK. Efter detta skrev hon kontrakt med Molde HK.

## Landslagskarriär
Deila har spelat 34 landskamper för det norska U18-laget, där hon har gjort 110 mål. Hon vann en silvermedalj vid U18-EM 2017. Året därpå var hon en del av den norska truppen vid U18-VM 2018. Hon spelade sedan fem gånger för det norska U-20 laget. Den 8 oktober 2021 debuterade Deila i det norska B-landslaget. Hon har spelat fyra matcher i B-landslaget.
Den 21 april 2022 debuterade hon för det norska landslaget. Deila blev sedan uttagen i Thorir Hergeirssons nettotrupp inför EM 2022. Vid EM 2022 vann hon titeln med Norge. Hon fick lite speltid i EM turneringen och stod bara för 2 mål i turneringen. Efter ett VM-silver 2023 var hon med i truppen till OS i Paris 2024 och vann guld.

## Privatliv
Thale Rushfeldt Deila är dotter till fotbollstränaren Ronny Deila och tvillingsyster till handbollsspelaren Live Rushfeldt Deila. Den tidigare fotbollsspelaren Sigurd Rushfeldt är hennes farbror. 